# Planinica (Leposavić)
Pour les articles homonymes, voir Planinica.
Planinica en serbe latin et Pllaninicë en albanais (en serbe cyrillique : Планиница) est une localité du Kosovo située dans la commune/municipalité de Leposavić/Leposaviq, district de Mitrovicë/Kosovska Mitrovica. Selon des estimations de 2009 comptabilisées pour le recensement kosovar de 2011, elle compte 17 habitants, dont une majorité de Serbes.

## Géographie
Planinica/Pllaninicë est située à 18 km au nord-est de Leposavić/Leposaviq, sur les pentes occidentales des monts Kopaonik.

## Démographie

### Évolution historique de la population dans la localité
| 1948 | 1953 | 1961 | 1971 | 1981 | 1991 | 2009 |
| ---- | ---- | ---- | ---- | ---- | ---- | ---- |
| 113  | 132  | 115  | 74   | 43   | 38   | 17   |

|  |